# Yates Center
Yates Center är administrativ huvudort i Woodson County i Kansas. Orten har fått sitt namn efter markägaren Abner Yates. Enligt 2020 års folkräkning hade Yates Center 1 352 invånare.